# Código Internacional de Nomenclatura Botânica

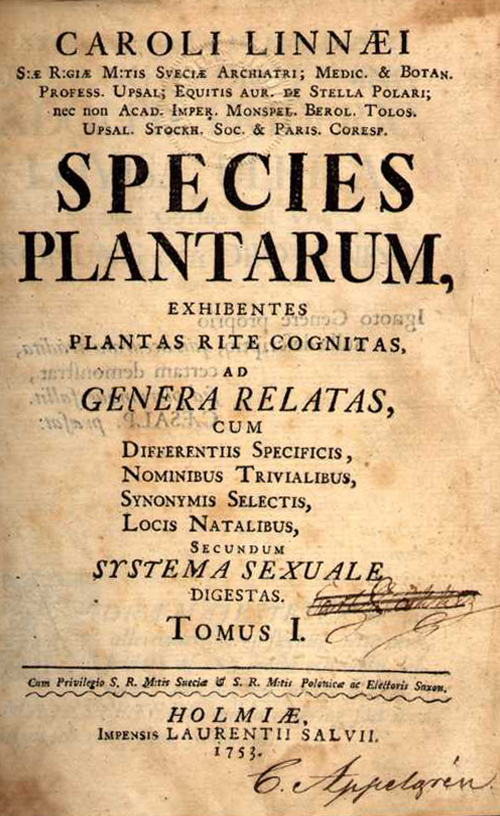
Página de título de Species Plantarum, 1753

O Código Internacional de Nomenclatura para Algas, Fungos e Plantas (conhecido pela sua sigla em inglês, ICN) é o conjunto de regras e recomendações que tratam dos nomes botânicos formais dados a plantas, fungos e alguns outros grupos de organismos, todos aqueles "tradicionalmente tratados como algas, fungos ou plantas". Era anteriormente denominado Código Internacional de Nomenclatura Botânica (ICBN); o nome foi mudado no Congresso Internacional de Botânica em Melbourne em julho de 2011 como parte do Código de Melbourne que substituiu o Código de Viena de 2005.
A versão atual do código é o Código de Shenzhen adotado pelo Congresso Botânico Internacional realizado em Shenzhen, China, em julho de 2017. Assim como os códigos anteriores, ele entrou em vigor assim que foi ratificado pelo congresso (em 29 de julho de 2017), mas a documentação do código em sua forma final não foi publicada até 26 de junho de 2018.
O nome do Código é parcialmente maiúsculo e parcialmente não. A minúscula para "algas, fungos e plantas" indica que esses termos não são nomes formais de clados, mas indicam grupos de organismos que eram historicamente conhecidos por esses nomes e tradicionalmente estudados por ficologistas, micologistas e botânicos. Isso inclui algas verde-azuladas (cianobactérias); fungos, incluindo quitrídeos, oomicetos e fungos viscosos; protistas fotossintéticos e taxonomicamente grupos não fotossintéticos relacionados. Existem disposições especiais no ICN para alguns desses grupos, assim como para os fósseis.
O ICN só pode ser alterado por um Congresso Internacional de Botânica (IBC), com a International Association for Plant Taxonomy fornecendo a infraestrutura de apoio. Cada nova edição substitui as edições anteriores e é retroativa a 1753, exceto onde datas de início diferentes são especificadas.Principle VI  
Para a denominação de plantas cultivadas existe um código separado, o Código Internacional de Nomenclatura de Plantas Cultivadas, que fornece regras e recomendações que complementam o ICN.

## Princípios
- A nomenclatura botânica é independente da nomenclatura zoológica, bacteriológica e viral.
- Um nome botânico é fixado a um táxon por um tipo.[1]Article 7 Este é quase sempre material vegetal seco e geralmente é depositado e preservado em um herbário, embora também possa ser uma imagem ou uma cultura preservada. Alguns tipos de coleções podem ser consultados online nos sites dos herbários em questão.
- Um princípio orientador na nomenclatura botânica é a prioridade, a primeira publicação de um nome para um táxon.[1]Principle III A data formal de início para fins de prioridade é 1º de maio de 1753, a publicação de Species Plantarum de Lineu. No entanto, para evitar efeitos indesejáveis (desestabilizadores) da aplicação estrita de prioridade, a conservação de nomes de famílias, gêneros e espécies é possível.
- A intenção do Código é que cada grupo taxonômico ("táxon", plural "táxons") de plantas tenha apenas um nome correto que é aceito mundialmente, desde que tenha a mesma circunscrição, posição e classificação.[1]Principle IV  O valor de um nome científico é que ele é um identificador; não é necessariamente de valor descritivo.
- Os nomes dos táxons são tratados como latinos.
- As regras de nomenclatura são retroativas, a menos que haja uma declaração explícita de que isso não se aplica.

## História
As regras que regem a nomenclatura botânica têm uma longa e tumultuada história, que remonta à insatisfação com as regras que foram estabelecidas em 1843 para reger a nomenclatura zoológica. O primeiro conjunto de regras internacionais foi o Lois de la nomenclature botanique ("Leis da nomenclatura botânica") que foi adotado como o "melhor guia a seguir para a nomenclatura botânica" em um "Congresso Botânico Internacional" convocado em Paris em 1867. Ao contrário dos Códigos modernos, continha recomendações para que a nomenclatura servisse de base para discussões sobre os pontos controversos da nomenclatura, em vez de regras obrigatórias para nomes validamente publicados e legítimos dentro do Código.  Foi organizado em seis seções com 68 artigos no total.
Múltiplas tentativas de trazer práticas mais "convenientes" ou mais equitativas para a nomenclatura botânica resultaram em vários códigos concorrentes, que finalmente chegaram a um compromisso com o congresso de 1930.  Entretanto, a segunda edição das regras internacionais seguiu-se ao congresso de Viena em 1905. Estas regras foram publicadas como Règles internationales de la Nomenclature botanique adoptées par le Congrès International de Botanique de Vienne 1905 (ou, em inglês, International rules of Botanical Nomenclature adopted by the International Botanical Conference of Vienna 1905). Informalmente são referidas como as Regras de Viena (não confundir com o Código de Viena de 2006).
Algumas, mas não todas as reuniões subsequentes do Congresso Botânico Internacional produziram versões revisadas dessas Regras, mais tarde chamadas de Código Internacional de Nomenclatura Botânica e, em seguida, Código Internacional de Nomenclatura para algas, fungos e plantas.
A Seção de Nomenclatura do 18º Congresso Botânico Internacional em Melbourne, Austrália (2011) fez grandes mudanças:
- O Código agora permite a publicação apenas eletrônica de nomes de novos táxons; não será mais obrigatório depositar alguns exemplares em papel nas bibliotecas.
- A exigência de um diagnóstico ou descrição de validação em latim foi alterada para permitir o inglês ou o latim para esses componentes essenciais da publicação de um novo nome (artigo 39).
- "Um fungo, um nome" e "um fóssil, um nome" são mudanças importantes; Os conceitos de anamorfo e teleomorfo (para fungos) e morfotaxa (para fósseis) foram eliminados.
- Como um experimento com "registro de nomes", novas descrições de fungos requerem o uso de um identificador de "um repositório reconhecido"; existem dois repositórios reconhecidos até o momento, o Index Fungorum[8] e o MycoBank.

## Versões
Todas as versões estão listadas abaixo.
| Ano de publicação | Nome informal                         |
| ----------------- | ------------------------------------- |
| 1867              | Laws of botanical nomenclature        |
| 1883              | Laws of botanical nomenclature, ed. 2 |
| 1906              | Vienna Rules                          |
| 1912              | Brussels Rules                        |
| 1935              | Cambridge Rules                       |
| 1950              | Amsterdam Code                        |
| 1952              | Stockholm Code                        |
| 1956              | Paris Code                            |
| 1961              | Edinburgh Code                        |
| 1966              | Montreal Code                         |
| 1972              | Seattle Code                          |
| 1978              | Leningrad Code                        |
| 1983              | Sydney Code                           |
| 1988              | Berlin Code                           |
| 1994              | Tokyo Code                            |
| 2000              | St Louis Code, The Black Code         |
| 2006              | Vienna Code                           |
| 2012              | Melbourne Code                        |
| 2018              | Shenzhen Code (atual, capa azul)      |